# Märtyrinnen von Orange

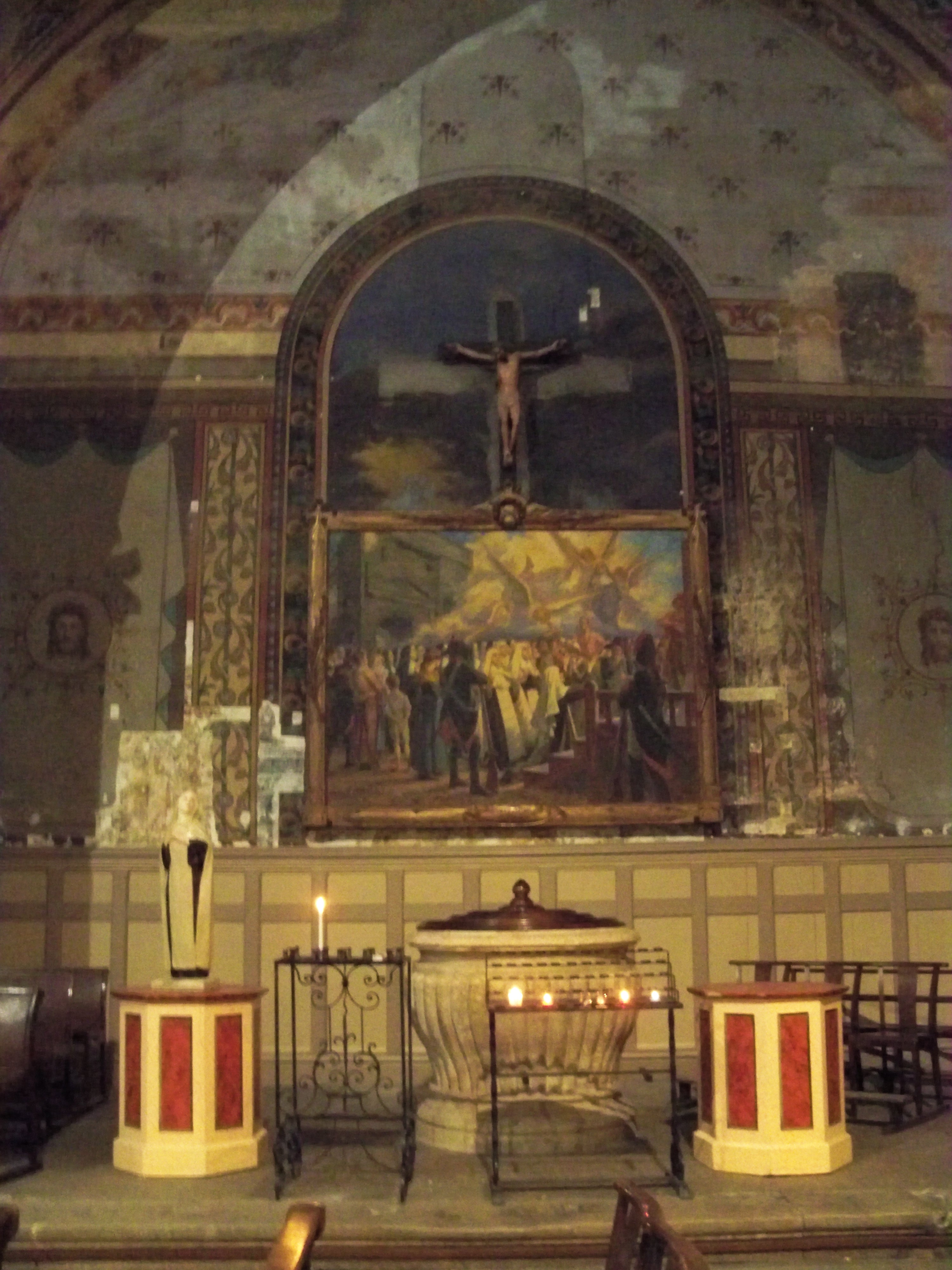
Altarbild in der Kapelle der Märtyrinnen in der Kathedrale von Orange

Bei den Märtyrinnen von Orange († 6.–26. Juli 1794 in Orange, Frankreich) handelt es sich um 32 Ordensfrauen, überwiegend Nonnen, die in der Zeit der Französischen Revolution während des „Grande Terreur“ aufgrund ihres Festhaltens am Ordensleben in Orange auf der Guillotine hingerichtet wurden.

## Geschichte
Im Februar 1790 hatte die französische Nationalversammlung die Aufhebung der Ordensgemeinschaften angeordnet. Wenige Monate später wurde die Zivilverfassung des Klerus beschlossen, welche die jurisdiktionelle Trennung des Klerus vom Papsttum und somit die Umwandlung der französischen Kirche in eine Nationalkirche vorsah. Geistliche, die sich weigerten, den vom Staat zwingend verlangten Eid auf die Verfassung zu leisten, wurden verfolgt. Viele wurden eingekerkert oder deportiert; 30.000 bis 40.000 Kleriker verließen in den Jahren ab 1791 das Land oder gingen in den Untergrund.
Auch die Grundlage der meisten Todesurteile gegen katholische Märtyrer während der Revolutionszeit in Frankreich war die Verweigerung oder der Widerruf des Eides auf die Zivilkonstitution. In der Stadt Orange verurteilte das Revolutionstribunal insgesamt 322 Menschen zum Tode, hauptsächlich Priester und andere Geistliche, die den Eid verweigert hatten.
Eine Anzahl Ordensschwestern hatten sich nach der Vertreibung aus ihren Klöstern in einem ehemaligen Ordenshaus der Ursulinen in Bollène niedergelassen, woher viele von ihnen stammten, und dort über 18 Monate ein gemeinsames Leben in Gebet und Armut geführt. 29 von ihnen wurden am 22. April 1794 in Bollène verhaftet, weil sie sich geweigert hatten, den von der dortigen Gemeindeverwaltung verlangten Bürgereid „Liberté-Égalité“ zu leisten. Die Gefangenen wurden am 2. Mai in das ehemalige Kirchengefängnis nahe der Kathedrale in Orange gebracht, wo bereits 13 andere Ordensschwestern festgehalten wurden. Die Ordensfrauen, die aus unterschiedlichen, größtenteils kontemplativen Gemeinschaften stammten, beschlossen dort, sich eine einheitliche Regel zu geben. In seinem Werk Les Martyrs de la Révolution Française schildert der katholische Philosoph und Geschichtsschreiber Ivan Gobry (1927–2017) den Tagesablauf der Gefangenen: „Sie begannen ihren Tag um fünf Uhr mit dem Gebet, dem um sechs Uhr das Offizium der heiligsten Jungfrau Maria folgte. Um sieben Uhr nahmen sie eine karge Mahlzeit zu sich und rezitierten um acht die Heiligenlitanei. Um neun Uhr begann der Aufruf zum Erscheinen vor dem Tribunal – alle waren dazu bereit und viele ungeduldig, auserwählt zu sein.“
Am 6. Juli 1794 wurde die erste Ordensfrau vor das Volkstribunal geführt und kehrte nicht mehr zu ihren Mitgefangenen zurück. An den darauffolgenden Tagen wurden weitere Schwestern abgeholt. Angeklagt und ohne Verteidigungsmöglichkeit verurteilt wurden sie wegen „Mangels an revolutionärem Bürgersinn“ (incivisme), weil sie „die Republik durch Fanatismus und Aberglauben zu zerstören“ gesucht hätten. Die Verurteilten wurden in das römische Theater von Orange gebracht, wo sie gemeinsam mit anderen Gefangenen, unter denen sich auch weitere Ordensfrauen befanden, auf ihre Hinrichtung warten mussten und schließlich auf dem damaligen Cours Saint-Martin (dem heutigen Cours Aristide Briand) guillotiniert wurden. Bei den Trommelwirbeln, die die Hinrichtungen begleiteten, sollen die noch lebenden Schwestern das Te Deum angestimmt haben. Am 26. Juli 1794 wurden die letzten vier der insgesamt 32 in Orange getöteten Ordensschwestern hingerichtet. Einen Tag nach ihrer Hinrichtung wurden in Paris die Jakobiner entmachtet, Robespierre und 21 Anhänger am 28. Juli auf der Guillotine hingerichtet. Damit endete die Terrorherrschaft abrupt. Etwa zwanzig in Orange verurteilte Ordensschwestern entkamen der Hinrichtung durch das Dekret der Konvention, das die Tötungen stoppte.
Die 32 Märtyrerinnen von Orange wurden 1925 von Papst Pius XI. seliggesprochen.

## Märtyrinnen
Die Märtyrinnen stammten aus verschiedenen, vorwiegend kontemplativen und in Klausur lebenden Ordensgemeinschaften: Es handelt sich um sechzehn Ursulinen, dreizehn Sakramentinerinnen, zwei Zisterzienserinnen und eine Benediktinerin.
- Sr. Marie-Rose (Suzanne-Agathe Deloye), † 6. Juli 1794

- Sr. Iphigénie de Saint-Matthieu (Marie-Gabrielle-Françoise-Suzanne de Gaillard de Lavaldène), † 7. Juli 1794

- Sr. des Anges (Marie-Anne de Rocher), † 9. Juli 1794
- Sr. Sainte-Mélanie (Marie-Anne Madeleine de Guilhermier), † 9. Juli 1794

- Sr. Agnes de Jésus  (Jeanne de Romillon), † 10. Juli 1794
- Sr. Sainte-Sophie (Marie-Gertrude de Ripert d'Alauzier), † 10. Juli 1794
- Sr. Agnès de Jésus (Sylvie-Agnès de Romillon), † 10. Juli 1794

- Sr. Saint-Martin (Marie-Clotilde Blanc), † 11. Juli 1794
- Sr. Saint Théotiste du Saint-Sacrement (Marie-Elisabeth Pélissier), † 11. Juli 1794
- Sr. Sainte-Sophie (Marie-Marguerite de Barbégie d'Albrède), † 11. Juli 1794
- Sr. Sainte-Pélagie de Saint-Jean le Baptiste (Rosalie-Clotilde Bès), † 11. Juli 1794

- Sr. Catherine de Jésus, (Marie-Madeleine de Justamond), † 12. Juli 1794
- Sr. Rose de Saint-Xavier (Madeleine-Thérèse Talieu), † 12. Juli 1794
- Sr. Marie de Saint-Henri (Marguerite-Eléonore de Justamond), † 12. Juli 1794
- Sr. Marta du Bon-Ange (Marie Cluse), † 12. Juli 1794

- Sr. Saint-Alexis (Anne-Andrée Minutte), † 13. Juli 1794
- Sr. Madeleine de la Mère de Dieu (Elisabeth Verchières), † 13. Juli 1794
- Sr. Saint-Gervais (Marie-Anastasie de Roquard), † 13. Juli 1794
- Sr. Saint-François (Marie-Anne Lambert), † 13. Juli 1794
- Sr. Sainte-Françoise (Marie-Anne Depeyre), † 13. Juli 1794
- Sr. Marie de l'Annonciation (Thérèse-Henriette Faurie), † 13. Juli 1794

- Sr. du Cœur de Marie (Dorothée Madeleine Julie de Justamond), † 16. Juli 1794
- Sr. Marie de Jésus de la conception du Saint-Sacrement (Marguerite-Thérèse Charansol), † 16. Juli 1794
- Sr. Saint-Joachim (Marie-Anne Béguin-Royal), † 16. Juli 1794
- Sr. Saint-Michel (Marie-Anne Doux), † 16. Juli 1794
- Sr. Aimée de Jésus (Marie-Rose de Gordon), † 16. Juli 1794
- Sr. Saint-André (Marie-Rose Laye), † 16. Juli 1794

- Sr. Saint-Basile (Anne Cartier), † 20. Juli 1794

- Sr. du Cœur de Jésus (Elisabeth-Thérèse de Consolin), † 26. Juli 1794
- Sr. Sainte-Rosalie (Marie-Claire Du Bac), † 26. Juli 1794
- Sr. Catherine de Jésus (Marie-Madeleine de Justamond), † 26. Juli 1794
- Sr. de Saint-Augustin (Marie-Marguerite Bonnet), † 26. Juli 1794

## Verehrung
In der christlichen Ikonographie werden die seligen Märtyrinnen von Orange im Habit beim Ersteigen des Schafotts dargestellt, wobei sie von Engeln und von ihren heiligen Ordensgründerinnen im Himmel erwartet und willkommen geheißen werden. Reliquien der Märtyrinnen befinden sich in einem Schrein in der Kathedrale von Orange.